# 에이쇼 (헤이안 시대)
에이쇼(일본어: 永承)는 일본의 연호 중 하나이다.
- 전후 : 간토쿠(寛徳) 이후 - 덴기(天喜) 이전
- 시기 : 1046년 ~ 1052년
- 천황 : 고레이제이 천황

## 개원
- 간토쿠 3년 4월 14일(율리우스력 1046년 5월 22일)에 개원하여
- 에이쇼 8년 1월 11일(율리우스력 1053년 2월 2일) 덴기로 개원되었다.

## 출전
《송서》 〈예지(禮志)편〉의 "皇帝曰: 咨某官某姓之女, 有母儀之德, 窈窕之姿, 如山如河, 宜奉宗廟, 永承天祚……."

## 에이쇼 시기에 일어난 일
- 6년
  - 무쓰노쿠니 (오슈) 지역에서 아베씨와 일본 조정 간의 젠쿠넨 전쟁(前九年の役)이 시작되었다.

## 서력과의 대조표
| 에이쇼      | 원년       | 2년        | 3년        | 4년        | 5년        | 6년        | 7년        | 8년        |
| ----------- | ---------- | ---------- | ---------- | ---------- | ---------- | ---------- | ---------- | ---------- |
| 서기 (西紀) | 1046년     | 1047년     | 1048년     | 1049년     | 1050년     | 1051년     | 1052년     | 1053년     |
| 간지 (干支) | 병술(丙戌) | 정해(丁亥) | 무자(戊子) | 기축(己丑) | 경인(庚寅) | 신묘(辛卯) | 임진(壬辰) | 계사(癸巳) |

## 같이 보기
- 일본의 연호 일람

| 이전 간토쿠 | 일본의 연호 1046년 ~ 1052년 | 다음 덴기 |